# Quid (encyklopedia)
Quid – francuska encyklopedia założona w 1963 roku przez Dominique’a Frémy’ego. Publikowana początkowo przez Plon (1963–1974), a następnie przez Éditions Robert Laffont (1975-2007), była jedną z najbardziej popularnych encyklopedii we Francji. Prace nad 45. edycją encyklopedii odwołano w lutym 2008 roku, uzasadniając to spadkiem sprzedaży, spowodowanym przez upowszechnienie Wikipedii we Francji.
Pierwsze wydanie encyklopedii Quid, której motto brzmiało: „wszystko o wszystkim ... od razu” (fr. „tout sur tout... tout de suite”), ukazało się w marcu 1963 roku. Odniosła ona wielki sukces wydawniczy – do 2007 roku (data ostatniego wydania w wersji papierowej) ukazało się 44 edycji, a ich łączny nakład wyniósł ok. 14 mln egzemplarzy. Encyklopedia stanowiła swoistego rodzaju novum. W przeciwieństwie do konkurencji (Encyklopedii Britannica, czy też encyklopedii Larousse'a) cała encyklopedia stanowiła jeden tom, a ponadto była bogata w szczegóły. Aby zmieścić tak dużą ilość informacji na jednej stronie (do 1000 liczb, dat lub miejsc), stosowano bardzo lakoniczną formę oraz, nierzadko, bardzo specyficzne skróty. Kompaktowa, niedroga encyklopedia o bogactwie detali, które jednocześnie nie rozpraszały czytelnika, stała się bardzo szybko bestsellerem.
Pierwsze wydanie encyklopedii Quid nie było dużym sukcesem. Licząca 600 stron książka, wydana w miękkiej oprawie, w formacie 10/18, ukazała się w nakładzie 60 tys. egzemplarzy, przy czym jednostkowy koszt wynosił 9,5 franków. Od tego czasu sprzedaż rosła. Bardzo duża liczba egzemplarzy encyklopedii znalazła odbiorców w 1986 roku (440 tys.). W latach 90. sprzedaż oscylowała w granicach 300–400 tys. sztuk. Wydanie jubileuszowe encyklopedii z 2000 roku było rekordowe – zakupiło ją wówczas niemal 500 tys. osób. W 2006 roku sprzedaż spadła poniżej 150 tys. egzemplarzy. Rok później nabywców znalazło niewiele ponad 100 tys. książek. W szczytowym okresie rozwoju przy przygotowywaniu encyklopedii pracowało 30 osób, zatrudnionych na pełnych etatach oraz 12 tys. współpracowników na całym świecie. Ostatnie, 44. wydanie encyklopedii z 2007 roku liczyło 2176 stron oraz 120 rozdziałów. W książce zgromadzono 2,5 mln faktów posegregowanych na 650 tematów. Cena tej edycji wynosiła 32 euro (24 funty).
Od samego początku było to przedsięwzięcie rodzinne. Od 1963 roku w tworzenie encyklopedii zaangażowana była żona Dominique’a – Michèle. Po ukończeniu w 1997 roku przez ich syna Fabrice’a prestiżowej szkoły biznesowej HEC Paris, to on stanął na czele Quida. Po zamknięciu wersji papierowej w 2007 roku, przez pewien czas, encyklopedia była dostępna w internecie pod adresem quid.fr.

## Kontrowersje
6 lipca 2005 Stowarzyszenie encyklopedii Quid i Robert Laffont zostali skazani przez Trybunał Najwyższej Instancji w Paryżu (zobowiązano ich do zapłacenia symbolicznego 1 euro odszkodowania), a następnie 7 marca 2007 roku uniewinnieni przez Sąd Apelacyjny w Paryżu. Bezpośrednią przyczyną procesu sądowego i wyroku była prezentacja ludobójstwa Ormian w 1915 roku w edycjach encyklopedii z lat 2002, 2003 i 2004, która przedstawiała je nie tylko z punktu widzenia Armenii, ale i Turcji. Trybunał Najwyższej Instancji w Paryżu uznał encyklopedyczny zapis jako wypełniający znamiona negacji ludobójstwa Ormian; Sąd Apelacyjny w Paryżu był odmiennego zdania uznając, że „sama relacja także rewizjonistów” nie może być powodem do pociągnięcia do odpowiedzialności za zaprzeczanie ludobójstwu Ormian. Francja oficjalnie od 2001 roku podziela stanowisko Armenii w sprawie spojrzenia na prześladowania mniejszości ormiańskiej w Turcji w drugiej dekadzie XX wieku. 29 stycznia 2001 roku  parlament francuski uznał eksterminację Ormian za ludobójstwo. W kolejnych latach Republika Francuska utrzymała tę linię orzeczniczą.
W latach 2001 i 2002 redagujący encyklopedię Quid byli oskarżani za to, że bez zamieszczenia komentarza w artykule o Auschwitz wspomnieli o „oszacowaniu” negacjonisty Holocaustu Roberta Faurissona, który niemal dziesięciokrotnie zaniża liczbę ofiar obozu zagłady w stosunku do szacunków powszechnie akceptowanych przez większość historyków. Złożona przez redaktorów obietnica usunięcia tych danych w kolejnej edycji (z 2003 roku) nie została dotrzymana. Dane te zostały dopiero usunięte w wydaniu encyklopedii z 2004 roku.